# Neçaca
Neçaca (albanska: Neçaca, (serbiska: Nećavce,) är en by i Kosovo. Den ligger i kommunen Hani i Elezit. Enligt den senaste folkräkningen år 2011 fanns det 110 invånare.

## Demografi
| Demografi | 2011 |
| --------- | ---- |
| albaner   | 110  |